# Monocorophium californianum
Monocorophium californianum är en kräftdjursart som först beskrevs av Robert Alan Shoemaker 1934.  Monocorophium californianum ingår i släktet Monocorophium och familjen Corophiidae. Inga underarter finns listade i Catalogue of Life.